# R. Duncan Luce
Robert Duncan Luce (16 de Maio de 1925 – 11 de agosto de 2012) foi um matemático e cientista social estadunidense, sendo uma das figuras mais notáveis da psicologia matemática. Ao fim da sua vida, Luce possuía a posição de Professor Distinto de Pesquisas (em inglês: Distinguished Research Professor) de Ciência Cognitiva na Universidade da Califórnia em Irvine.